# Thaumatomyia czernyi
Thaumatomyia czernyi är en tvåvingeart som beskrevs av Oswald Duda 1933. Thaumatomyia czernyi ingår i släktet Thaumatomyia och familjen fritflugor. Inga underarter finns listade i Catalogue of Life.